# ブロッシェ (小惑星)
ブロッシェ (3144 Brosche) は小惑星帯の小惑星である。カール・ラインムートがハイデルベルクのケーニッヒシュトゥール天文台で発見した。
ドイツの天文学者ペーター・ブロッシェに因んで名付けられた。